# Ганс Вонк (футболіст)
Йоганнес «Ганс» Адріанус Вонк (нід. Johannes Adrianus Vonk, нар. 30 січня 1970, Альбертон, ПАР) — південноафриканський футболіст нідерландського походження, що грав на позиції воротаря.
Виступав за національну збірну ПАР.
Володар Суперкубка Нідерландів. Дворазовий володар кубка Нідерландів.

## Клубна кар'єра
У дорослому футболі дебютував 1988 року виступами за команду клубу «Валвейк», в якій провів три сезони, взявши участь у 25 матчах чемпіонату.
Згодом з 1991 по 1996 рік грав у складі команд клубів «Вагенінген», «Ден Босх» та «Валвейк».
Своєю грою за останню команду привернув увагу представників тренерського штабу клубу «Геренвен», до складу якого приєднався 1996 року. Відіграв за команду з Геренвена наступні вісім сезонів своєї ігрової кар'єри. Більшість часу, проведеного у складі «Геренвена», був основним голкіпером команди.
Протягом 2004—2009 років захищав кольори клубів «Аякс», «Аякс» (Кейптаун) та «Геренвен». Протягом цих років виборов титул володаря Суперкубка Нідерландів, ставав володарем кубка Нідерландів, володарем Кубка Нідерландів.
Завершив ігрову кар'єру у клубі «Аякс» (Кейптаун), у складі якого вже виступав раніше. Прийшов до команди 2009 року, захищав її кольори до припинення виступів на рівні у 2011.

## Виступи за збірну
1998 року дебютував в офіційних матчах у складі національної збірної ПАР. Протягом кар'єри у національній команді, яка тривала вісім років, провів у формі головної команди країни 43 матчі.
У складі збірної був учасником чемпіонату світу 1998 року у Франції, Кубка африканських націй 2000 року в Гані та Нігерії, на якому команда здобула бронзові нагороди, Кубка африканських націй 2002 року в Малі, чемпіонату світу 2002 року в Японії та Південній Кореї.

## Досягнення
- Володар Суперкубка Нідерландів:

«Аякс»: 2005
- Володар Кубка Нідерландів:

«Аякс»: 2005–2006
«Геренвен»: 2008–2009
- Бронзовий призер Кубка африканських націй: 2000